# Публий Семпроний Соф (консул 268 года до н. э.)
Пу́блий Семпро́ний Соф (лат. Publius Sempronius Sophus; умер после 252 года до н. э.) — римский военачальник и политический деятель из плебейского рода Семпрониев, консул 268 года до н. э., цензор 252 года до н. э. Участвовал в завоевании Римом Италии на заключительном этапе.

## Биография
Публий Семпроний принадлежал к незнатному плебейскому роду Семпрониев. Первым консулом из этого семейства был его отец того же имени. Согласно Капитолийским фастам, его дед носил тот же преномен — Публий.
Первое упоминание о Публии Семпронии в источниках связано с событиями 268 года до н. э., когда он стал консулом. Его коллегой по этой должности был патриций Аппий Клавдий Русс, умерший до истечения полномочий.
Главной задачей консулов стало подавление восстания в Пицене, начавшегося ещё в предыдущие годы. Одни источники сообщают, что Публий Семпроний и Аппий Клавдий вдвоём победили пиценов и получили за это совместный триумф; другие упоминают в качестве командующего только Публия Семпрония. Немецкий исследователь Ф. Мюнцер считает более правдоподобной версию о совместном триумфе, но при этом отмечает, что Публий Семпроний внёс наибольший вклад в победу. Перед решающим сражением произошло землетрясение, а бой, по словам Орозия, оказался настолько кровопролитным, что «победу... одержали весьма немногие римляне, которые спаслись». Согласно Луцию Аннею Флору, Публий Семпроний остановил землетрясение, дав обет построить храм в честь богини Теллус. Секст Юлий Фронтин рассказывает ту же историю, ошибочно назвав командиром римской армии Тиберия Семпрония Гракха.
В том же году (268 до н. э.) были выведены колонии в Аримин и Беневент, а сабины получили право голоса.
В 252 году до н. э. Публий Семпроний получил цензуру, совместную с патрицием Манием Валерием Максимом Корвином Мессалой (при этом Тит Ливий называет Софа Марком). Эти цензоры исключили из сената шестнадцать человек, а 400 всадников лишили государственных коней и перевели в эрарии за нарушение ими воинской дисциплины на Сицилии во время войны с Карфагеном. Во время переписи Соф и Мессала насчитали 297 797 граждан.

## Семья
В личной жизни Публий Семпроний проявил ту же строгость, что и при исполнении обязанностей цензора. Известно, что он дал развод своей жене из-за того, что она смотрела на погребальные игры (или из-за того, что она смотрела на погребальные игры без его ведома). Возможно, речь идёт о первых играх с гладиаторскими боями, организованных в 264 году до н. э. сыновьями Децима Юния Брута Перы.